# Changas de Naranjito
Le Changas de Naranjito sono una franchigia pallavolistica femminile portoricana, con sede a Naranjito: milita nella Liga de Voleibol Superior Femenino.

## Storia
Le Changas de Naranjito vengono fondate nel 2014, quando il titolo delle Vaqueras de Bayamón viene traslato alla città di Naranjito, permettendo alla nuova franchigia di debuttare nella stagione 2015 nella Liga de Voleibol Superior Femenino, classificandosi tuttavia al settimo ed ultimo posto.
Nel campionato 2019, dopo aver chiuso al primo posto la stagione regolare, raggiungono la prima finale della propria storia, perdendo tuttavia contro le Criollas de Caguas.

## Rosa 2025
| N° | Nome              | Ruolo | Data di nascita   | Nazionalità sportiva |
| -- | ----------------- | ----- | ----------------- | -------------------- |
| 1  | Julymar Otero     | O     | 31 ottobre 1996   | Porto Rico           |
| 2  | Belian Mejías     | S     | -                 | Porto Rico           |
| 3  | Kiaraliz Pérez    | L     | 29 luglio 2002    | Porto Rico           |
| 4  | Emma Grome        | P     | 20 settembre 2002 | Stati Uniti          |
| 5  | Jennymar Santiago | P     | 28 luglio 1994    | Porto Rico           |
| 7  | Génesis Collazo   | O     | 4 ottobre 1992    | Porto Rico           |
| 8  | Adanna Rollins    | S     | 10 ottobre 1999   | Stati Uniti          |
| 9  | Áurea Cruz        | S     | 10 gennaio 1982   | Porto Rico           |
| 11 | Joaliz Cancel     | C     | -                 | Porto Rico           |
| 12 | Taylor Trammell   | C     | 10 aprile 2002    | Stati Uniti          |
| 13 | Nicole Cruz       | C     | 15 agosto 1995    | Porto Rico           |
| 14 | Andrea Serra      | S     | 14 settembre 1999 | Porto Rico           |
| 17 | Génesis Castillo  | C     | 7 marzo 1994      | Porto Rico           |
| 20 | Stephanie Salas   | L     | 17 febbraio 1992  | Porto Rico           |